# SN 1976O
SN 1976O – niepotwierdzona supernowa odkryta 19 sierpnia 1976 roku w galaktyce E234-G16. W momencie odkrycia miała maksymalną jasność 16,00m.